# Reighton
Reighton is een civil parish in het bestuurlijke gebied Scarborough, in het Engelse graafschap North Yorkshire met 407 inwoners.

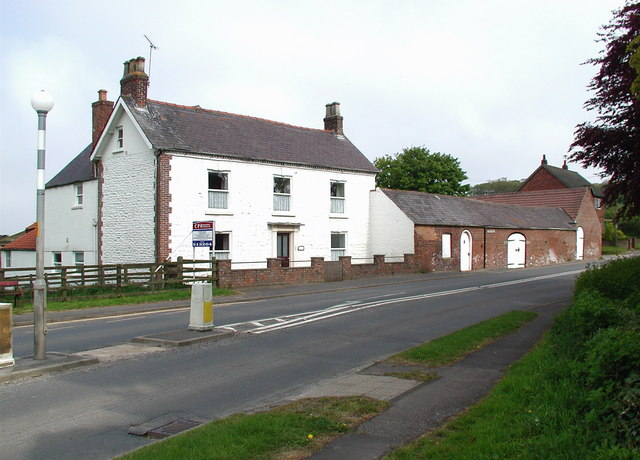
Landhuis in Reighton